# George Green
George Green (Nottingham, 14 luglio 1793 – Nottingham, 31 maggio 1841) è stato un matematico e fisico britannico, noto soprattutto per essere stato il primo ad avviare lo sviluppo di una teoria matematica volta a spiegare l’elettricità e il magnetismo, teoria che fu la base per gli studi di altri scienziati come James Clerk Maxwell e William Thomson. Il suo lavoro fu sviluppato parallelamente alle ricerche sulla teoria del potenziale di Carl Friedrich Gauss.

## L'Essay di Green
George Green nel 1828 scrisse il “Saggio sull'Applicazione della Analisi Matematica alle Teorie dell'Elettricità e del Magnetismo”.
Questo testo venne letto soprattutto nei “Fogli di matematica del tardo George Green” edito da N. M. Ferrers, mentre oggi può essere trovato sul Web all'indirizzo indicato più sotto.
Il saggio introdusse parecchi concetti importanti, tra cui un enunciato simile alla moderna formulazione del teorema di Green, l'idea delle funzioni potenziali correntemente usate in fisica e il concetto che adesso è associato alla funzione chiamata funzione di Green. George Green fu famoso presso i contemporanei per i suoi studi di matematica basati sui principi della Meccanica classica postulati dal fisico francese Pierre Simon Laplace; inoltre è conosciuto anche per l'estensione al dominio bidimensionale del teorema del rotore, valido in tre dimensioni.
Il testo di George Green è stato pubblicato privatamente a sue spese, perché pensava fosse presuntuoso, per una persona come lui, senza un'istruzione formale in matematica, presentare il suo saggio ad un periodico scientifico affermato.

## Biografia e formazione

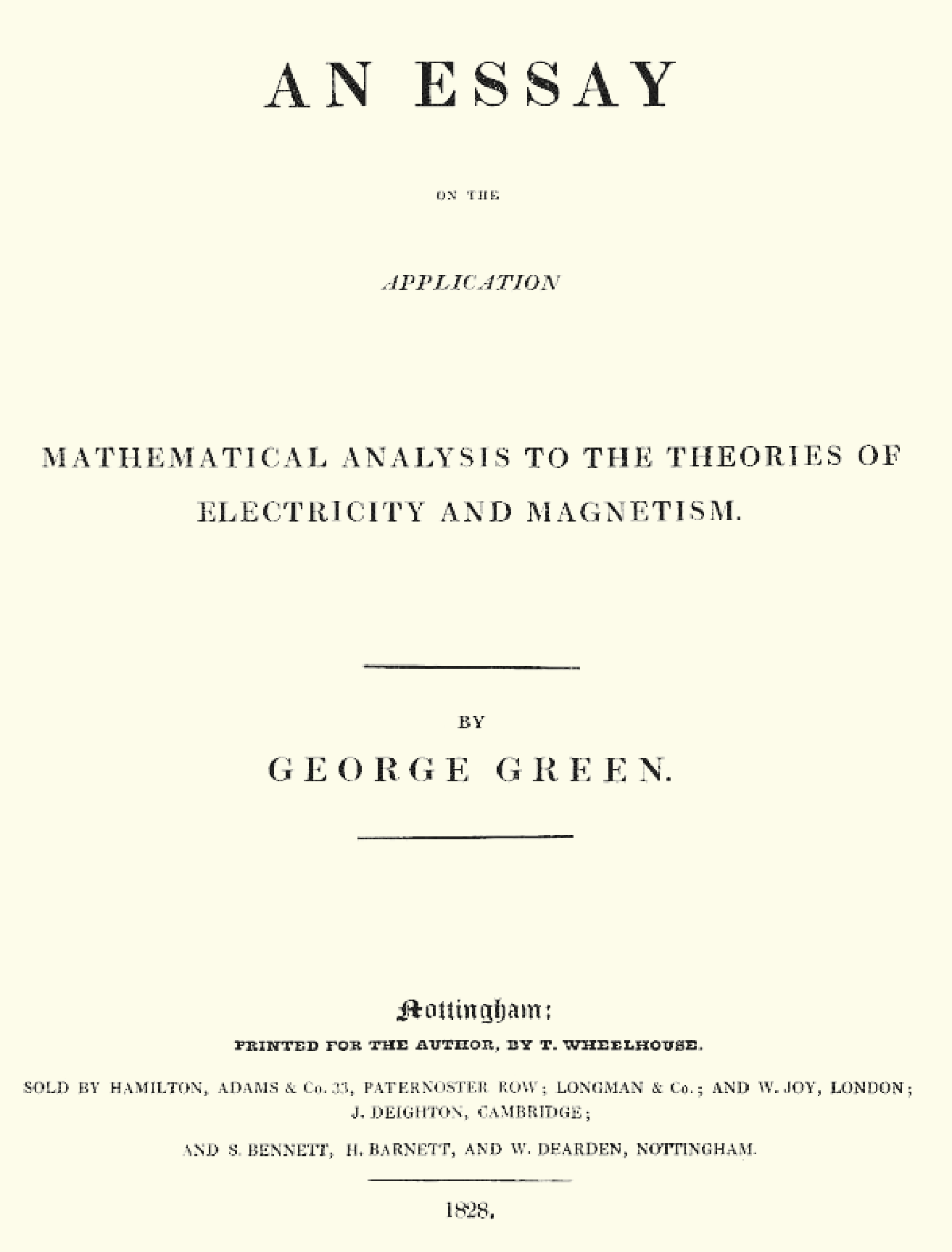
Prima pagina del saggio di George Green pubblicato nel 1828

La storia della sua vita è notevole per il fatto che fosse quasi del tutto autodidatta. Nacque e visse per la maggior parte della sua vita nella città inglese di Sneinton, Nottinghamshire, oggi parte della città di Nottingham. Suo padre, George anche lui, era un panettiere che costruì un mulino a vento per macinare il grano (si veda la voce Mulino di Green). Il giovane Green ebbe solo un anno di scuola formale da bambino, tra gli 8 e i 9 anni.
Da adulto, lavorò al mulino di suo padre, prendendolo in carico dopo la sua morte nel 1829. Contemporaneamente iniziò a studiare matematica. Visto che a Nottingham non aveva molte risorse dal punto di vista culturale, non è chiaro agli storici dove esattamente Green ottenne informazioni sui correnti sviluppi delle scienze matematiche. Solo una persona istruita in matematica, John Toplis, preside della scuola superiore di Nottingham dal 1806 al 1819, è conosciuto per aver vissuto a Nottingham a quel tempo. Quando Green pubblicò il suo “Saggio” nel 1828, fu venduto con un abbonamento a 51 persone, la maggior parte delle quali erano amici e non potevano capirlo.
Il ricco proprietario terriero e matematico Edward Bromhead comprò una copia ed incoraggiò Green a fare altri lavori in campo matematico. Non credendo che l'offerta fosse sincera, Green non contattò Bromhead per due anni.
Quando alla fine lo contattò, questo fu in grado di farlo entrare al Gonville and Caius College, Cambridge. Green entrò come studente universitario nel 1833 all'età di 40 anni. La sua carriera accademica fu eccellente e dopo la sua laurea nel 1837 restò come socio del college.

## Opere più importanti
Scrisse di ottica, acustica e idrodinamica, e nonostante i suoi ultimi lavori non avessero lo stesso impatto di “Essay”, contenevano comunque dei risultati sostanziali. Il lavoro di Green sul moto delle onde in un canale anticipa l'approssimazione WKB della meccanica quantistica, mentre le sue ricerche sulle onde di luce e le proprietà dell'etere produssero ciò che oggi si chiama tensore di Cauchy-Green. Nel 1839 fu eletto Socio del college, ma poté godere dei privilegi della sua posizione solo per breve tempo: nel 1840 si ammalò e tornò a Nottingham, dove morì l'anno seguente.

## Riscoperta postuma
Il lavoro di Green non era molto conosciuto nella comunità matematica mentre fu in vita. Il primo matematico a citare il suo lavoro del 1828 fu il britannico Robert Murphy (1806-1843) nel suo studio del 1833. Nel 1845 (a 4 anni dalla sua morte) il lavoro di Green fu riscoperto dal giovane William Thomson allora ventunenne, poi conosciuto come Lord Kelvin, che lo rese noto tra i matematici futuri. Secondo il libro “George Green” di D.M. Cannell, William Thomson notò la citazione di Murphy del saggio di Green, ma incontrò delle difficoltà nel localizzare il lavoro di Green del 1828. Nel 1845 ottenne finalmente alcune copie del lavoro da William Hopkins.
Il teorema e le funzioni di Green furono importanti strumenti per la meccanica classica e furono rivisti da Julian Schwinger, in un lavoro del 1948 sull'elettrodinamica che lo portò a vincere il premio Nobel nel 1965, condiviso con Richard Feynman e Sin-Itiro Tomonaga.
Le funzioni di Green si rivelarono poi utili per l'analisi della superconduttività.

## Riconoscimenti
La biblioteca George Green dell'Università di Nottingham è stata così chiamata in suo onore e ospita la maggior parte della collezione di ingegneria e scienza dell'università. Nel 1986 il mulino di Green fu restaurato e rimesso in funzione. Ora rappresenta un modello funzionante di mulino del diciannovesimo secolo e ospita il museo della scienza dedicato a George Green.
Visitando Nottingham nel 1930, Albert Einstein commentò che Green era avanti di 30 anni rispetto al suo tempo. Il fisico Julian Schwinger, che si avvalse delle funzioni di Green per i suoi lavori d'avanguardia, nel 1993 pubblicò un tributo, intitolato "The Greening of Quantum Field Theory: George and I".